# مونتویل (نیوجرسی)
مونتویل (به انگلیسی: Montvale) شهری در ایالت نیوجرسی کشور ایالات متحده آمریکا است که جمعیت آن در سرشماری سال ۲۰۱۰ میلادی، ۷٬۸۴۴ نفر بوده‌است.